# Francis Picabia
Francis-Marie Martinez Picabia, född 22 januari 1879 i Paris, död där 30 november 1953, var en fransk bildkonstnär och poet. Han var gift med Gabrièle Buffet 1909-1930 och blev far till fyra barn inom det äktenskapet: Laure, Pancho, Jeanine and Vincente. Picabia hade också sonen Lorenzo med Germaine Everling, och gifte sig för andra gången 1940 med Olga Mohler.

## Verksamhet
Picabia slöt sig tidigt till kubismen, närmast Delaunays orfism. Under första världskriget utvecklade han i USA tillsammans med Marcel Duchamp en halvt abstrakt, halvt surrealistisk bildsyn i bl. a. målningar som liknar konstruktionsritningar till fantasimaskiner. Sedan han 1918 anslutit sig till dadakretsen i Zürich blev han med sin galghumor en av dess huvudfigurer.  I Manifeste cannibale dada skrev han: "Dada är det enda som inte luktar: det är ingenting, ingenting, ingenting".
Under Ballets Suedois intensiva år under 1920-talet var Picabia en del av danskompaniets avantgardistiska uttryck. Och han konstaterade lekfullt att deras allkonstverk inte var ”för sådana som begriper”.
I mitten av 1930-talet inledde Picabia en mer figurativ fas med bilder hämtade från pinup-tidningar, uppförstorade filmstjärnor och populärbilder. Konstverken var ofta i en romantiserad och dekadent stil. Hans inverkan på senare tiders konstnärer kan märkas bland annat hos Sigmar Polke och David Salle.
Han var vän med Gertrude Stein, Guillaume Apollinaire och Marcel Duchamp.
André Breton tog med ett par utdrag ur Picabias dadaistiska text Jésus-Christ rastaquouère i sin antologi om svart humor, Anthologie de l'humour noir (1940).

## Verk

### Litterära verk
- L'athlète des pompes funèbres: poème en cinq chants (Lausanne: 1918) Online (International Dada Archive)
- Poèmes et dessins de la fille née sans mère (Lausanne: Imprimeries réunies, 1918) Online (I.D.A.)
- Pensées sans langage: Poème (Paris: Eugène Figuière, 1919) Online (I.D.A.)
- Unique eunuque, en dikt. Förord av Tristan Tzara (Paris: Au Sans Pareil, 1920) Online (I.D.A.)
- Jésus-Christ rastaquouère, illustrerad av Georges Ribemont-Dessaignes (Paris: 1920) Online (I.D.A.)

### Tidskrifter
- 391 Francis Picabia (red). 19 nr. (Barcelona, New York, Zürich, Paris, 1917–1924) Online (I.D.A.)
- Cannibale Francis Picabia (red.) 2 nr. (Paris, 1920) Online (I.D.A.)